# Deraeocoris manitou
Deraeocoris manitou är en insektsart som först beskrevs av Van Duzee 1920.  Deraeocoris manitou ingår i släktet Deraeocoris och familjen ängsskinnbaggar.

## Underarter
Arten delas in i följande underarter:
- D. m. atratus
- D. m. intermedius
- D. m. manitou